# Bodilis
Bodilis (bret. Bodiliz) – miejscowość i gmina we Francji, w regionie Bretania, w departamencie Finistère. W 2013 roku populacja gminy wynosiła 1619 mieszkańców. Przez miejscowość przepływa rzeka Élorn. 